# Весь мир, кроме Японии, тонет
«Весь мир, кроме Японии, тонет» (яп. 日本以外全部沈没 Нихон игай дзэмбу тимбоцу) — пародия на фильм «Япония тонет», снятая японским режиссёром Минору Кавасаки, основанная на рассказе Ясутака Цуцуи 1973 года.

## Сюжет
В 2011 году разразилась величайшая тектоническая катастрофа в истории человечества. В результате катастрофических землетрясений Северная и Южная Америка, Евразия, Африка и Австралия скрылись под водой. Счастливым исключением оказались Японские острова и ещё несколько высочайших горных вершин. Выжившие иностранцы устремились в Японию, из-за чего её население увеличилось до 500 миллионов человек.
Через три года японский язык стал языком международного общения, президент Южной Кореи и председатель КНР обращаются в синтоизм, а президент России отказывается от претензий на затонувшие Курильские острова.
В силу того, что иностранные валюты полностью обесценены, иностранцы в Японии ведут существование людей второго сорта. Премьер-министр Японии Дзюнъитиро Ясуидзуми и командующий силами самообороны Японии Синдзабуро Исияма создают GAT — Gaijin Attack Team, которая должна защищать японцев от иностранцев и депортировать иностранцев, нарушающих закон.
Под видом официантов в ресторан, где обедают мировые лидеры, пробираются Ким Чен Ир и несколько солдат КНДР. Ким берет лидеров в заложники и собирается праздновать победу, но в этот момент появляется старый геолог Тадокоро, который сообщает, что через считанные часы Япония затонет (затопленная Китайская земля движется к Тихому океану, и скоро Японскому острову нечем будет держаться на поверхности). Ресторан сотрясает землетрясение. Президент России зажигает свечу. Бывшие враги садятся в круг и смотрят на неё. Один из героев фильма замечает, что сейчас, когда история человечества подошла к концу, наконец-то воцарился мир.
Мощные землетрясения сотрясают Японские острова, и Япония погружается под воду, разделив судьбу остального мира.